# Магнолия коко
Магнолия коко (лат. Magnolia coco) — вид цветковых растений, входящий в род Магнолия (Magnolia) семейства Магнолиевые (Magnoliaceae).

## Распространение и экология
В природе ареал вида охватывает южные районы Вьетнама.

## Ботаническое описание
Вечнозелёный кустарник высотой 3—4 м с раскидистыми ветвями.
Листья широколанцетные, длиной около 10—12 см, шириной 4 см, кожистые, цельнокрайные, хрупкие, на вершине заострённые, с клиновидным основанием, голые, снизу тускло-серовато-зелёные.
Цветки кремово-белые или белые, ароматные, округло-яйцевидные; околоцветник из 9 внутрь загнутых долей, из которых наружные овальные, длиной около 4 см, шириной 2,5 см, снаружи зеленоватые, внутренние — кремово-белые, обратнояйцевидные, с клиновидно вытянутым основанием, длиной около 3,7 см, шириной 2 см. Раскрываются вечером и опадают утром.

## Таксономия
Вид Магнолия коко входит в род Магнолия (Magnolia) подсемейства Магнолиевые (Magnolioideae) семейства Магнолиевые (Magnoliaceae) порядка Магнолиецветные (Magnoliales).
|  |                                      |  |                                                             |                                                             |                       |  | ещё 5 семейств (согласно Системе APG II) | ещё 5 семейств (согласно Системе APG II)               |                                                        |  |  |  | род Манглиетия | род Манглиетия    |  |  |
|  |                                      |  |                                                             |                                                             |                       |  | ещё 5 семейств (согласно Системе APG II) | ещё 5 семейств (согласно Системе APG II)               |                                                        |  |  |  | род Манглиетия | род Манглиетия    |  |  |
|  |                                      |  |                                                             | порядок Магнолиецветные                                     |                       |  |                                          |                                                        | подсемейство Магнолиевые                               |  |  |  |                | вид Магнолия коко |  |  |
|  |                                      |  |                                                             | порядок Магнолиецветные                                     |                       |  |                                          |                                                        | подсемейство Магнолиевые                               |  |  |  |                | вид Магнолия коко |  |  |
|  | отдел Цветковые, или Покрытосеменные |  |                                                             |                                                             | семейство Магнолиевые |  |                                          |                                                        | род Магнолия                                           |  |  |  |                |                   |  |  |
|  | отдел Цветковые, или Покрытосеменные |  |                                                             |                                                             |                       |  |                                          |                                                        |                                                        |  |  |  |                |                   |  |  |
|  |                                      |  | ещё 44 порядка цветковых растений (согласно Системе APG II) | ещё 44 порядка цветковых растений (согласно Системе APG II) |                       |  |                                          | подсемейство Liriodendroidae (согласно Системе APG II) | подсемейство Liriodendroidae (согласно Системе APG II) |  |  |  | ещё 239 видов  |                   |  |  |
|  |                                      |  |                                                             | ещё 44 порядка цветковых растений (согласно Системе APG II) |                       |  |                                          |                                                        | подсемейство Liriodendroidae (согласно Системе APG II) |  |  |  |                |                   |  |  |